# ワン・レイニーナイト・イン・トーキョー/夏の日の想い出
「ワン・レイニーナイト・イン・トーキョー／夏の日の想い出」（One Rainey Night in Tokyo／なつのひのおもいで）は、日本のハワイアン歌手・日野てる子が1965年に発表したシングル盤レコード。

## 解説
A面・B面共に東京放送（現在のTBSホールディングス（法人格として）・TBSテレビ（事業会社として）・TBSラジオ（同））音楽番組プロデューサー・ディレクターとして活躍していた鈴木道明の作詩・作曲による。
A面の「ワン・レイニーナイト・イン・トーキョー」は、1963年から1965年にかけて越路吹雪、和田弘とマヒナスターズ、アイ・ジョージなど複数の歌手によりシングル盤レコードとして発売された曲であり、日野てる子版では前田憲男がアレンジを担当している。
B面の「夏の日の想い出」は日野の代表曲として知られる曲で、冬の浜辺を舞台に夏の日の恋を想い出す女性の心情を爽やかに歌い上げる佳曲となっている。このB面の「夏の日の想い出」の方が評判を呼んだため、発売元の日本グラモフォン（ポリドール・レコード、現在のユニバーサル ミュージック ジャパン）は後にA面とB面をひっくり返して発売し直し、ミリオンセラーを記録するヒットとなった。この曲で日野てる子は第16回NHK紅白歌合戦（1965年）に初出場を果たすこととなる。
また「夏の日の想い出」は、舟木一夫、森昌子などがアルバムでカバーしている。

## 収録曲
- 全て作詩・作曲：鈴木道明、編曲：前田憲男

1. ワン・レイニーナイト・イン・トーキョー（SDR-1060）
2. 夏の日の想い出

## カバー
| アーティスト                             | 収録作品                                 | 発売日                                   | 規格品番                                 | 備考                                     |
| ワン・レイニー・ナイト・イン・トーキョー | ワン・レイニー・ナイト・イン・トーキョー | ワン・レイニー・ナイト・イン・トーキョー | ワン・レイニー・ナイト・イン・トーキョー | ワン・レイニー・ナイト・イン・トーキョー |
| ---------------------------------------- | ---------------------------------------- | ---------------------------------------- | ---------------------------------------- | ---------------------------------------- |
| 八代亜紀                                 | 夜のアルバム                             | 2012年10月10日                           | UCCJ-2105                                |                                          |
| なかの綾                                 | わるいくせ                               | 2014年9月3日                             | UMCK-1490                                |                                          |
| 夏の日の想い出                           |                                          |                                          |                                          |                                          |
| 渚ゆう子                                 | 京都の恋                                 | 1970年12月21日                           | TP-7484                                  | LP盤                                     |
| おおたか静流                             | REPEAT PERFORMANCE II                    | 1993年6月23日                            | TECN-30224                               |                                          |
| 五島良子                                 | Now and Forever #1                       | 2001年5月23日                            | PSCR-5961                                |                                          |
| 原由子                                   | 東京タムレ                               | 2002年3月13日                            | VICL-60846                               |                                          |
| 大西ユカリと新世界                       | 昭和残唱                                 | 2005年10月5日                            | BSCL-30039                               |                                          |
| 森昌子                                   | あのころ                                 | 2007年8月22日                            | PCCA-2523                                |                                          |
| 八反安未果                               | 忘れないわ                               | 2007年11月28日                           | XNRR-10001 XNRR-10002                    |                                          |
| 畑中葉子                                 | GET BACK YOKO!!                          | 2016年5月11日                            | FJ-125                                   |                                          |